# Manoir de Prades
Le manoir de Prades est un château, situé à Lafox en Lot-et-Garonne. Il est situé sur une petite éminence dominant la vallée de la Garonne,  au sud, et celle de la Séoune, au nord.

## Histoire
La seigneurie de Prades appartenait à la famille de Cortète à la fin du XVe siècle.
L'un des premiers membres connus est Martial de Cortète, né vers 1450, marié à Anne de la Duguie le 29 janvier 1482, fille de Jean de la Duguie, seigneur du dit lieu, et d'Armande de Gontault. Il est le neveu de Pierre de Cortète, bachelier en droit civil et canonique. Martial de Cortète est qualifié de bachelier ès droit in decretis. Il avait probablement étudié le droit à l'université de Toulouse. Le 5 janvier 1489 il est qualifié de juge ordinaire de l'Agenais en succédant à Jean de la Combe. À la suite du décès de ses beaux-parents il a reçu en héritage le moulin de Prades sur la Séoune et le territoire de Prades ou de Garignac avec leurs dépendances, cens, rentes et autres droits seigneuriaux. En 1494 on le dit docteur ès droit et bourgeois d'Agen.  Il est lieutenant du sénéchal d'Agenais et de Gascogne en 1498, ce qui lui permet de convoquer le ban et l'arrière-ban quand il en reçoit l'ordre, de juger les  causes civiles et  criminelles. Robert II de Balsac d'Entragues est alors  le sénéchal et Pierre Tort, son beau-frère, le juge-mage. Alain d'Albret le tenait en haute estime. Il est commis en 1513 par le roi Louis XII avec d'autres personnalités pour réprimer la sédition des habitants d'Agen contre les consuls. Il est un des membres du tribunal exceptionnel qui a jugé les séditieux en novembre 1514. En 1516 il peut se dire seigneur des Vennes, de Perville, de Cambes et de Prades. Il possède des rentes sur plusieurs maisons d'Agen. Il passe pour un homme riche. Il meurt après le 19 mai 1521. De son mariage avec Anne de la Duguie, il eut :
- Bernard de Cortète qui suit,
- Marc de Cortète, mort en 1521,
- Bertrande, mariée à Jean de Goutz, fils de Marc de Goutz, seigneur de Castels. C'est Jean de Goutz qui a reçu l'office de juge ordinaire d'Agenais de son beau-père[5].
- Marguerite a épousé Jean de Boutier, seigneur de Catus,
- Catherine s'est unie en premières noces à Arnaud de la Balme, puis, en 1516, à  Pierre de Nozères, morte en 1521.

Bernard de Cortète, fils du précédent, seigneur de Cambes, à Pont-du-Casse, dans la juridiction d'Agen, a commencé la construction du manoir, en 1521. C'est ce qui semble ressortir d'une pièce de procédure de 1528 ou 1529, et aucun document ne signale de château à Prades du temps de son père. Il est né vers 1490, et avant 1494. Il est reçu docteur en droit le 28 août 1521. Il est consul d'Agen pour le quartier Saint-Étienne, en 1526. Il prend à bail  le château de Castelculier pour sept ans vers 1530. Il fait son testament le 12 juillet 1541 et meurt en 1542. De son mariage avec Jeanne de Vignes, fille de Guyon de Vignes, seigneur de Labastide-Saint-Pierre. Il a eu de ce mariage cinq fils et cinq filles :
- Marc de Cortète, né vers 1525, écuyer, seigneur de Cambes, il commande pour le roi la ville et le château de Puymirol. Il a épousé le 9 novembre 1555 Jeanne d'Arroux, fille de noble Odet d'Arroux, seigneur d'Arné et de Beaupuy[8]. Il fait son testament le 12 août 1580 et meurt peu après. Il en a eu six enfants :
  - François de Cortète, tué au siège de La Fère,
  - Jean-Jacques Ier de Cortète, qui suit,
  - Jacques, dont on ignore le  sort,
  - Arnaud de Cortète qui a été un militaire et a fait la campagne des Flandres et fait son testament le 26 octobre 1600,
  - Marthe de Cortète, mariée à Guillaume de Boissonnade, seigneur de La Roque-Gauthier.
  - Jeanne de Cortète, mariée en 1593 à Hermand de Ménoire, seigneur de Feuillade.
- Jean de Cortète, prit du service dans les armées du roi. Il est à Metz en 1556 et revient à Prades à la fin de 1559. Il est connu sous le nom de « capitaine Cambes ». Blaise de Monluc lui confie la garde du château et de la ville de Puymiraol en 1568. Il est mort après le 28 décembre 1570. Il a eu une fille, Françoise, et un fils naturel, Géraud de Cambes.
- un autre Jean qui n'a pas eu une carrière remarquable et ne s'est pas marié. À sa mort, en 1571, il a laissé une fille naturelle, Antoinette.
- François de Cortète, lieutenant criminel de la sénéchaussée d'Agenais, probablement à partir de 1566[9], et lors de la révolte des habitants d'Agen contre le sénéchal d'Agenais, Pierre de Peyronnenc, seigneur de Saint-Chamarand, entre 1588 et 1591, après avoir fait le serment d'union à la Ligue de la ville d'Agen. Il est mort vers 1593. Il s'est marié 27 juillet 1563 avec Jeanne de Hons dont il a eu deux fils et deux filles :
  - Pierre, seigneur de Lagarde, marié avec Violente de Bernuy, fille de Jean de Bernuy,
  - Jean-Jacques, né le 12 mars 1582, mort en 1663. De son mariage avec Françoise Gary, il a eu trois filles et un fils, mort en 1690, sans descendance,
  - Marie, mariée à Pierre de Laval, seigneur dudit lieu,
  - Françoise a épousé Bernard de Cambefort.
- Anne de Cortète, mariée à Jacques de Caumont, seigneur d'Agre,
- Antoinette, mariée en premières noces avec Bertrand de Goutz, seigneur de Lamothe-Bruniquel, en 1547, puis Antoine de Murat, seigneur de Loupiac, en 1555.
- Marie,
- Françoise,
- Suzanne s'est mariée en premières noces avec Jean de Mariet seigneur du Bruget, en 1557, puis à  Bernard d'Angeros, seigneur de Castelgaillard.

Jean-Jacques Ier de Cortète, écuyer, seigneur de Cambes, dans la paroisse de Mérens, et de Prades, dans la paroisse Saint-Christophe située dans la juridiction de Puymirol. Il suit comme son père la carrière des armes. Il est gentilhomme de la reine Marguerite de Valois, en 1585, et sert en 1586 dans l'armée de Charles de Mayenne. Il était encore membre de la Ligue au début de 1594 mais le 6 mars 1594 le roi Henri IV le nomme capitaine de Castelculier, confirmant un titre qu'il possédait déjà. La ville d'Agen fait sa soumission à Henri IV le 20 avril suivant. Quand Marguerite de Valois a été répudiée par Henri IV, en 1599, elle lui a confirmé son titre de capitaine de Castelculier. Il garde ce poste sept ans, jusqu'en 1606, avant de le céder à François d'Esparbès de Lussan, comte de Lasserre, qui a été gouverneur de Blaye, sénéchal d'Agenais et maréchal de France en 1620. La situation financière difficile laissée par son père l'oblige, après avoir vendu des terres, à céder par bail à ferme pour trois mois, le 24 mars 1597, la maison noble de Prades et ses dépendances pour 1 200 livres annuels. En 1605, il donne par bail à ferme de trois ans à Marguerite de Secondat le château de Prades et ses dépendances. En 1606, il vend à son beau-frère, Guillaume de  Boissonnade, la maison noble de Cambes. Il est 4e consul d'Agen en 1623. Il s'est marié le 1er juillet 1582 avec Marguerite de Durfort, fille de Herman de Durfort, seigneur de Born et lieutenant-général de l'artillerie de France. Il se remarie le 3 août 1618 avec Marie de Paloque. Il est premier consul d'Agen en 1630, participe aux premières réunions de la jurade mais il meurt à Agen 11 février 1630.
De son premier mariage il n'avait qu'un fils : 
- François de Cortète, qui suit.

De son second mariage il a :
- un autre François de Cortète qui a étudié à la  Sorbonne où il a obtenu le doctorat en théologie et a été curé de Saint-Christophe avant de céder la cure à son neveu Maximilien de Cortète, en 1649 ou 1650, quand il est devenu chanoine théologal de La Romieu[12]. Il fait son testament le 30 juin 1655,
- Jeanne, mariée en 1643 à Jean de Galup, seigneur de Lamothe,
- Jean, dont on ignore le sort[13].

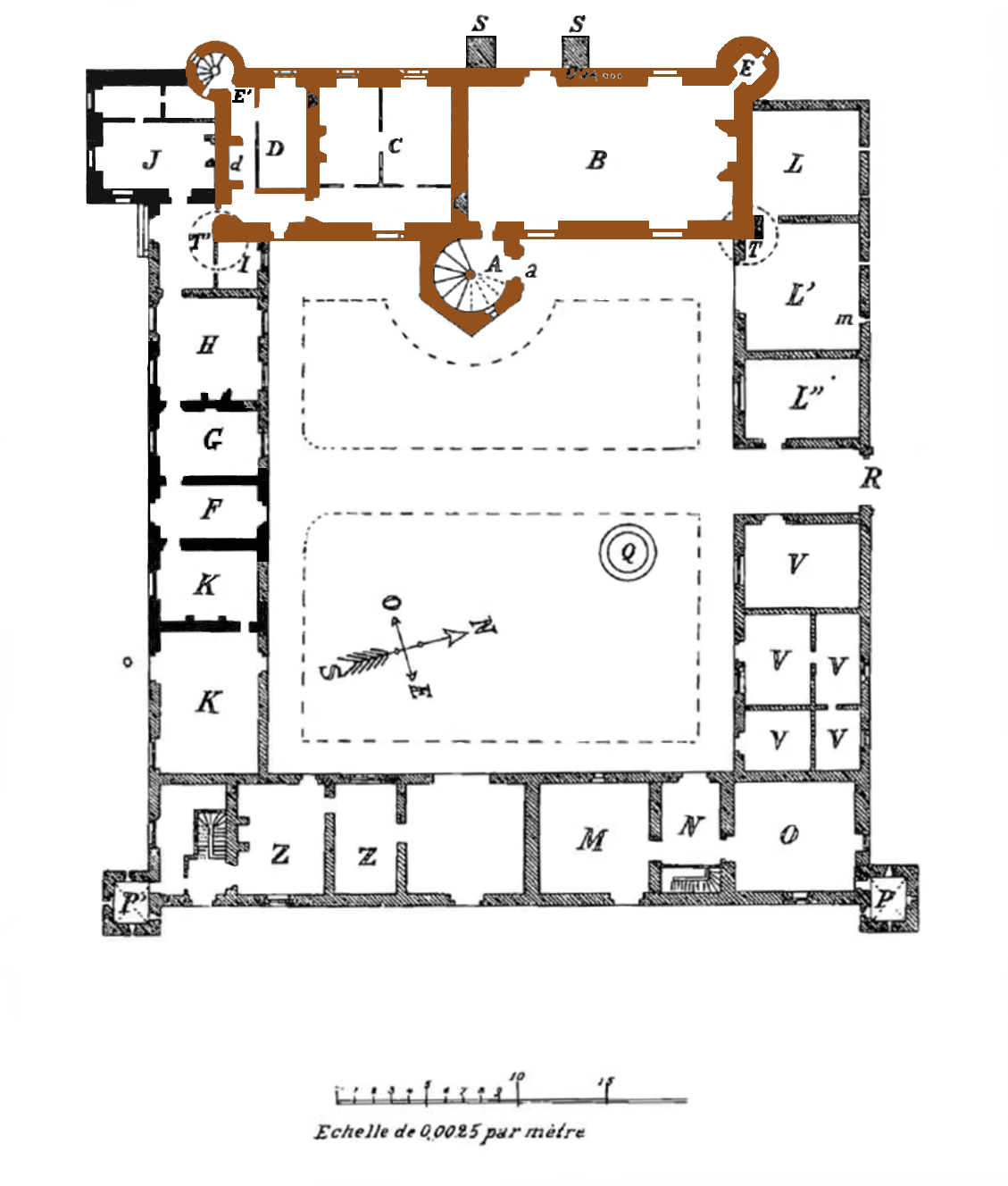
Plan du manoir de Parades
(Revue de l'Agenais - 1906)

François de Cortète (Agen, vers 1586 – Hautefage-la-Tour, le 3 septembre 1667),  fils aîné du précédent, écuyer, seigneur de Prades, page de François d'Esparbes de Lussan pendant sa jeunesse. Il a servi dans le  régiment d'Aubeterre et participe aux campagnes d'Italie et de Catalogne. Il s'est marié le 16 janvier 1608 avec Jeanne de Caumont, fille de Jean de Caumont, sieur de Beauregard, et de Marie de Carmentran. Ils étaient tous les deux les arrière-petits-enfants de Bernard de Cortète. Leur consanguinité les a obligé à obtenir une dispense du pape. Ils en font la demande huit ans plus tard et la bulle pontificale est fulminée par l'official d'Agen. Le 6 juin 1616 ils reçoivent de nouveau la bénédiction nuptiale dans l'église Saint-Christophe entourés de leurs quatre enfants. Il sert sous les ordres d'Adrien de Monluc, comte de Carmain, petit-fils de Blaise de Monluc, après 1620. Le 15 avril 1639 est appelé le ban et l'arrière-ban à Agen pour aller faire le siège de Fontarabie pendant la guerre de Trente Ans. Il participe à la prise de la forteresse de Salses en 1639. Il s'est probablement retiré sur ses terres après. Il fait son testament le 5 septembre 1655. C'est un poète et un littérateur qui passe pour un des esprits les plus cultivés de la cour de Louis XIII. Le 17 février 1667 le subdélégué de l'intendant Pellot reconnaît la noblesse de François de Cortète. Poète du terroir, il a écrit en dialecte de l'Agenais, faisant vibrer la lyre des vieux troubadours pour exprimer harmonieusement la courtoisie, la grâce aimable de ses compatriotes. Ses pastorales théâtrales ont été célèbres. Pèire Godolin lui dédie ses premiers vers et Mathurin Régnier la Satire des poètes. Il a eu six enfants :
- Marguerite de Cortète, morte sans alliance,
- Maximilien de Cortète, né en 1615 au manoir de Prades, seigneur de Lamothe-Prades, fils aîné de François de Cortète, a été curé de la paroisse de Saint-Christophe à la suite de son oncle vers 1649-1650. Il est ensuite curé à Hautefage en 1666 où son père est mort. Il a voulu rimer à l'exemple de son père. Il est probablement l'auteur des modifications faites sur les poésies de son père. Après Hautefage, Maximilien de Cortète a été prêtre, dès 1670, à l'église de Rouffiac, près de Monbahus[17]. Il a fait son testament en 1695[18].
- Jean-Jacques, seigneur de Garignac, mort sans alliance,
- Jean-Jacques II de Cortète, seigneur de Belisle, puis de Prades,
- Marthe, morte sans alliance,
- Marie-Brandelise de Cortète, mariée à François du Faur, seigneur d'Escudès.

Jean-Jacques II de Cortète s'est marié deux fois, avec Anne Foy de Faure, fille de Bernard de Faure, seigneur du château de Castres, et d'Antoinette de Cambefort de La Mothe-Bezat, le 19 février 1645. Il est parti parti en Catalogne le 28 septembre 1653 avec son frère, seigneur de Garignac. Ils servent sous les ordres du lieutenant colonel du régiment de Champagne, de Lamothe-Vedel. Le seigneur de Garignac meurt en 1653 et Jean-Jacques de Cortète est nommé capitaine de la compagnie de Beauconvilliers dans le régiment d'infanterie d'Aubeterre le 14 avril 1654. Il a reçu congé du duc de Candale en 1657, il revient de Catalogne, mais repart bientôt. Il est à Mortare dans le Milanais le 30 mai 1659 et reste dans sa compagnie pendant un an. Ayant quitté définitivement le service,  il s'est remarié avec Marie Diane de Burin, fille d'Isaac de Burin, seigneur de Beauregard, et de Marie d'Hébrard de Bonrepos, le 27 septembre 1661. En 1666, son père s'est retiré auprès de Maximilien dans sa cure d'Hautefage et lui a transmis ses biens. Il a publié les œuvres littéraires de son père en 1684-1685. Il meurt le 18 juillet 1685 et est enterré dans l'église Saint-Christophe. La litre funéraire peinte à son décès dans l'église Saint-Christophe a été l'objet d'un long procès entre les descendants de Jean-Jacques de Cortète et la veuve du comte de Laugnac et le curé de Saint-Christophe, ses derniers étant  condamnés par le parlement de Bordeaux en 1700.
Le second étage du logis a dû être arasé en 1665 à cause des insuffisances de ses fondations. Pour compenser la perte d'espace, des ailes ont été construites en équerre dans l'enceinte du manoir, de part et d'autre de la cour intérieure, pour recevoir des salons de réception et des dépendances.
Après avoir visité l'église Saint-Christophe, l'évêque Claude Joli visite la chapelle du manoir de Prades le 26 octobre 1667. Il la fait interdire car il trouvé l'écurie joignant l'autel et dépourvue de tout ornement.
De son premier mariage sont nés :
- Marguerite, religieuse de Notre-Dame  d'Agen en 1662,
- une seconde fille prénommée  Marguerite, mariée en 1677 avec Arnaud de Fargues, sieur du Cluzeau, anobli en 1655 pour services rendus au roi[18].

De son second mariage :
- Marie de Cortète, fille et héritière de Jean-Jacques de Cortète et de Marie Diane de Burin, se marie le 8 juillet 1685, au château de Prades, avec Bernard Daurée (1656-1733), écuyer, fils de Philippe Daurée, seigneur de La Mothe Daurée, avocat au parlement, et de Marguerite de Faure. Le 21 avril 1698, Bernard Daurée, seigneur de La Mothe et de Prades, fait inscrire ses armes pour l'Armorial général de France.  Il est lieutenant général d'épée au présidial d'Agen le 3 décembre 1704[20]. De ce mariage sont nés quatre garçons et cinq filles :
  - Philippe Daurée, né le 11 avril 1686. Il est lieutenant au régiment de Clairefontaine en 1706 avant d'être réformé. Il s'est marié en 1720  avec  Marie-Madeleine de Ricard de Villenouvette. Il est mort le 26 mars 1745. 
    - Son premier fils, Philippe, né en 1721 au château de Prades. Il est entré comme sous-lieutenant dans le régiment de Richelieu en 1735. Ayant acheté une compagnie au régiment de La Tour du Pin en 1745, il a participé à la bataille de Fontenoy[21]. Il est grièvement blessé au siège de Namur et reçoit en récompense la croix de Saint-Louis en 1747 qui est remise à l'hôtel des Invalides. Il s'est marié en 1750 avec Jeanne-Louise de Lacolonie qui est morte en 1772 sans lui donner d'enfants. Il s'est remarié en 1773 avec Élisabeth-Luce-Rosalie de Narbonne-Pelet, âgée de 21 ans, fille du comte de Talmont. Le manoir de Prades a traversé la Révolution sans dommages. Philippe Dauré est mort en octobre 1800. Il en a sept enfants dont quatre morts en bas âge :
      - Marie-Anne Philippe Laure Daurée, née le 2 juillet 1774, mariée le 7 brumaire an III avec Jean-Josephe-Marie de Raignac[22],
      - Suzanne-Élisabeth-Étienne Daurée, née le 25 décembre 1777, mariée avec le 27 pluviôse an II avec Antoine Moustier, homme de loi,
      - Jean-Pierre-Auguste Ursule Daurée de Prades, né le 26 mars 1782, s'est marié le 5 décembre 1808 avec Anne-Rose-Fanny d'Aux de Lescout qui lui a donné cinq enfants,  dont :
        - Louis-Antoine  Daurée (25 août 1816-4 octobre 1880) qui  a épousé le 17 juillet 1851 Uranie Bourjac. C'est à son initiative que la paroisse de Saint-Christophe est devenue la commune de Lafox. Il a eu trois enfants, dont :
          - Jean-Fanny-Philippe-Auguste Daurée, né le  30 décembre 1857[23].

      - Marie-Jeanne-Étienne Daurée, née le 15 septembre 1784, mariée le 31 octobre 1809 avec Raymond-Germain-Philippe Béchon de Caussade

    - Un second fils, né en 1730. Il rejoint à l'armée son aîné en 1743. Il meurt à Agen le  16 décembre 1746.

  - Maximilien Daurée de Garignan, né en 1687. Sous-lieutenant au régiment de Leuville en 1706. Il est nommé capitaine d'une compagnie du régiment de Richelieu en 1722. Il s'est marié avec Toinette Dordé en 1720. Il est mort en 1732. Il n'a eu qu'un seul fils, 
    - Philippe, est né en 1722. Il entre  en 1742 comme lieutenant en second dans une compagnie du régiment de Rohan. Capitaine au régiment de Béarn en 1746, il reçoit la croix de Saint-Louis vers 1760[21]. Il s'est marié avec Jeanne-Ursule de Lesclotère.

  - Jeanne, née en 1688, mariée en 1723 avec François de Mothes, seigneur de Blanche,
  - Marthe, née le 16 avril 1689
  - Marguerite, née en 1692 ou 1694, mariée en 1705 avec Jean-Guillaume Troupenat de Lanause,
  - Philippe-Bernard, né le 8 janvier 1693,
  - Bernardin, né au château de Prades le 24 juin 1697,
  - Marie, née à Prades le 16 août 1700, morte en 1710,
  - Thérèse, née à Prades le  22 octobre 1708.

Le manoir est resté dans la famille Daurée jusqu'au milieu du XXe siècle puis le domaine est transmis par les femmes. L'actuelle propriétaire, Brigitte de Larrard, est une descendante en ligne directe de Bernard de Cortète, constructeur du manoir.
À partir de 2001, les propriétaires, Brigitte et Bertrand de Larrard, ont entrepris d'importants travaux de remise en valeur avec le concours de la DRAC Aquitaine et du département de Lot-et-Garonne. Ils ont été coordonnés par l'architecte Axel Letellier.
Le manoir a été inscrit au titre des monuments historiques le 5 mars 1959.

## Architecture
Le  manoir de Prades est un château de plaine. Il comprenait un logis de deux étages à l'ouest, précédé une vaste cour entourée d'une enceinte crénelée et percée de meurtrières. Le logis rectangulaire est cantonné de quatre tourelles, dont les deux côté cour sont en encorbellement, avec une tour pentagonale placée contre la façade est et servant d'escalier à vis.
Vers 1665, un défaut dans les fondations a nécessité de limiter leur chargement en le réduisant d'un étage et en limitant la  charpente donnant au logis un toit à faible pente. Pour compenser la perte des salons du second étage, des bâtiments ont été aménagés autour de la cour, contre le mur d'enceinte, pour les réinstaller des salons de réception et des dépendances.